# Oryctanthus costulatus
Oryctanthus costulatus là một loài thực vật có hoa trong họ Loranthaceae. Loài này được Rizzini mô tả khoa học đầu tiên năm 1984.